# Block Island Sound

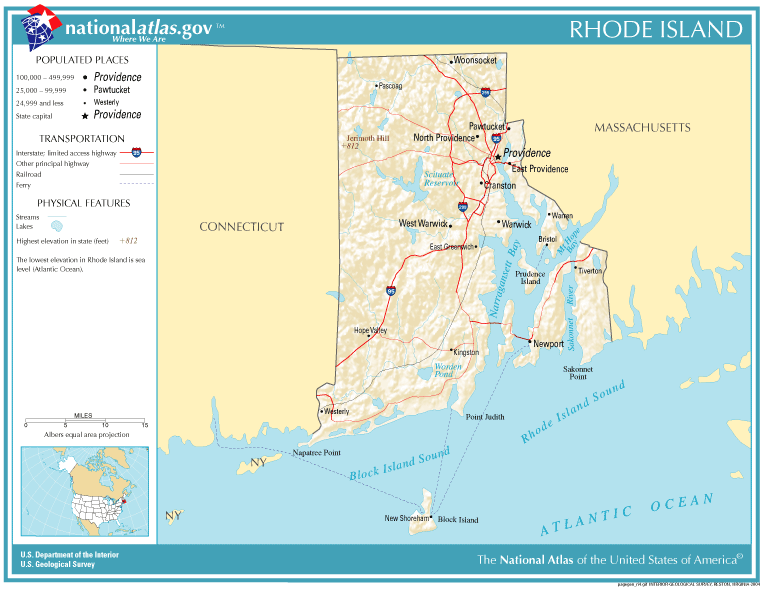
Neste mapa está assinalado o Block Island Sound, entre a costa de Rhode Island e a Ilha Block.

Block Island Sound é um estreito na costa ocidental do Oceano Atlântico, com cerca de 16 km de comprimento, separando a Ilha Block da costa de Rhode Island, Estados Unidos da América. Geograficamente, é a extensão do Long Island Sound para leste, e a extensão para ocidente do Rhode Island Sound.